# Sail On! Sail On!
„Sail On! Sail On!” (cu sensul de „Navigați! Navigați!”) este o povestire de istorie alternativă a scriitorului american Philip José Farmer, publicată pentru prima dată în Startling Stories în 1952. Ca o alternativă a evenimentelor din lumea noastră din 1492, Cristofor Columb își propune să găsească un traseu mai scurt către China și Asia de Sud-Est peste Atlantic, finanțat de Ferdinand al V-lea și Isabella I al Spaniei. Cu toate acestea, în această cronologie, Pământul este plat, deși oamenii de știință și filosofii au îndoieli cu privire la originea sa geologică, iar un Angelo Angelli este menționat ca fiind cel care a dovedit axioma lui Aristotel conform căreia obiectele de diferite greutăți cad cu viteze diferite (axiomă respinsă de Galileo Galilei în lumea noastră). 

## Prezentare
Tehnologia radio există în 1492  în această cronologie, iar operatorul de la bord al unui telegraf este un așa numit „Frarks Sparks”, cu toate că principiile funcționării undelor radio sunt descrise în termeni religioși care implică lungimea aripii îngerilor ca înlocuitor al undelor radio și implicarea heruvimilor care se aruncă prin eter pentru a trimite semnalul (lucru care dă naștere la kilo-heruvimi ca unitate de măsurare a frecvenței, notată k.h., și înălțimea continuă a aripii, notată ca î.c.a.). Psihologia există, de asemenea, ceea ce înseamnă că vasele lui Columb nu se mai întorc înapoi, în ciuda neliniștii tot mai mari și a semnelor nefaste de avertizare. Se pare că America nu există și că această lume este un disc, nu o sferă; deci, la fel ca alți călători transatlantici, Columb și colegii săi navighează dincolo de marginea lumii pe orbita Pământului și nu se mai întorc niciodată din misiunea lor. 
Romanul de istorie alternativă al lui Richard Garfinkle, Celestial Matters (1996), descrie o fizică aristotelică mai elaborată și o cosmologie geocentrică, deși Pământul său plat este dominat de „Regatul Mijlociu” al Chinei și de Liga Deliană cu capitala în Grecia și este descrisă o versiune proprie a zborului spațial conform propriilor sale legi ale fizicii.

## Influență
Piesa „Birds Without Legs” („Păsări fără picioare”) a lui Kevin Healey este inspirată de „Sail On! Sail On!”. Piesa împrumută, de asemenea, imagini din romanul lui Farmer din 1977, The Dark Design (Planul misterios), care conține o descriere a unei viziuni mistice care este paralelă cu un pasaj din „Sail On! Sail On!” . 

## Vezi și
- 1952 în științifico-fantastic